# Valdemar Andreasen
Valdemar Byskov Andreasen (* 25. Januar 2005 in Herning) ist ein dänischer Fußballspieler. Er spielt beim FC Midtjylland und ist dänischer Nachwuchsnationalspieler.

## Karriere

### Verein
Valdemar Andreasen wurde in Herning in Mitteljütland geboren und spielte bei Herning Fremad sowie bei Ikast FS, bevor er in die Fußballschule des FC Midtjylland wechselte. Am 15. September 2022 gab er im Alter von 17 Jahren beim 5:1-Sieg im Europa-League-Gruppenspiel gegen Lazio Rom sein Profidebüt. Andreasen erreichte mit seinem Verein im internationalen Geschäft die Zwischenrunde und schied dort gegen Sporting Lissabon aus, in der Liga musste man in das Entscheidungsspiel um die Teilnahme an der UEFA Europa Conference League, welches man mit 1:0 gegen Viborg FF gewinnen konnte. Im Laufe der Saison konnte er sich allerdings nicht durchsetzen. Ende Juli 2023 wurde Valdemar Andreasen daher nach Portugal an CD Mafra verliehen.

### Nationalmannschaft
Valdemar Andreasen ist seit 2020 Nachwuchsnationalspieler der Dänen und kam dabei für das Land in den Altersklassen U16, U17, U18 und U19 zum Einsatz.

## Erfolge und Auszeichnungen
FC Midtjylland
- Dänischer Meister: 2024